# Балакян, Питер
Питер Балакян (арм. Փիթեր Բալաքյան; англ. Peter Balakian, род. 13 июня 1951, Тинек, округ Берген, штат Нью-Джерси, США) — американский поэт, писатель, исследователь и педагог армянского происхождения. В 2016 году удостоен Пулитцеровской премии.

## Биография
Балакян родился в Тинек, Нью-Джерси, в армянской семье. Учился в университетах Бакнелла, Нью-Йорка и Брауна. Преподавал в Университете Колгейт.
Автор 5 поэтических сборников («Грустные дни света», «Ответ из острова Вилдернесс» и др.). Воспоминаниям Балакяна «Чёрная собака судьбы» (1997) присуждались премии PEN/Albrand и «New York Times». Книга «Горящий Тигр: Геноцид армян и ответственность Америки» (2003) получила премии Рафаеля Лемкина (2005), «New York Times Notable Book» и «Национальный бестселлер».